# Soyuz T-1
Soyuz T-1 fue la primera misión oficial de una Soyuz T. Fue lanzada el 16 de diciembre de 1979 desde el cosmódromo de Baikonur en vuelo automático, sin tripulación, hacia la estación Salyut 6 (también sin tripular), a la que se acopló el 19 de diciembre. El vuelo sirvió para probar los sistemas de a bordo bajo diferentes condiciones de vuelo y en modo de acoplamiento con la Salyut 6.
La duración del vuelo fue de 100,38 días, tras los cuales la cápsula regresó a la Tierra, siendo recuperada el 25 de marzo de 1980.